# Fredrik Stenfelt
Carl Fredrik Georg Stenfelt, född 5 augusti 1851 i Prästeboda i Tutaryds socken, Kronobergs län, död 5 april 1929 i Hedvig Eleonora församling i Stockholm, var en svensk sångare och skådespelare.
Stenfelt tänkte först bli läkare, och studerade vid Uppsala universitet åren 1872 och 1873. Han hade dock en vacker, mjuk och behaglig tenorröst, och beslöt sig att i stället ägna sig åt sången. Han började ta undervisning för friherre Uno von Koskull, och reste därefter till Paris, där han från våren 1878 till 1880 studerade för professor Vartel.
Återkommen till Sverige tog han anställning vid Nya Teatern i Stockholm för spelåret 1881–1882, vid operasällskap i Kristiania 1882–1883, vid Mindre Teatern i Stockholm 1883–1884, vid Stora Teatern i Göteborg 1884–1886, vid Nya Teatern i Stockholm 1886–1887, varefter han debuterade på Kungliga Stora Teatern den 29 september 1887 som Leopold i Judinnan. Debuten ledde dock inte till engagemang, och han tog åter anställning vid Nya Teatern för spelåret 1888–1889, som från detta spelår benämndes Svenska Teatern. Därefter var han anställd vid Svenska Teatern i Helsingfors 1889–1890 och vid Vasateatern 1891–1895.
Från år 1906 var Stenfelt sekreterare vid Albert Ranfts teatrar, och under dennes operachefskap anställdes han som "privatsekreterare" vid Kungliga Teatern.
Fredrik Stenfelt tillhörde adliga ätten Stenfelt.
Gift i Göteborg den 23 december 1884 med operettsångerskan Edith Ljunggren (1859–1926). De är begravda på Skogskyrkogården i Stockholm.

## Filmografi
- 1928 – Synd